# 長嶌 BEM 宏
長嶌 BEM 宏（ながしま べん ひろし、1955年5月1日 - ）は、日本のミュージシャン。静岡県静岡市出身。『BEM』名義で活動。『石井明夫Band of Baksis』『やさぐれ』『ヤマジュントレイン』『山口晶グループ』『東京ホームランセンター』等に参加。

## 人物・経歴
1955年5月1日静岡市生
1974年東京都立芸術高等学校美術科卒
1980年東京造形大学美術学部卒　彫刻専攻　JAZZ研究会。
大学在学中に八王子アローンを拠点にしていた『集団疎開』『生活向上委員会』の梅津和時、森順二のワークショップで、教えを受け、サックスを始める。

また、舞踏家・霜田誠二と、学内外でのパフォーマンスを行う。

卒業後、福生の米軍ハウスに住み、横田基地や周辺で演奏。その後、都内のライブハウス等に活動拠点を移し、折からのパンク～インディーズ・ムーブメントの中で、様々なバンドにセッション・ゲスト参加。EP、LP、CD、ビデオ制作に関わる。『AUTOMOD』『グランギニョル』『暗黒大陸じゃがたら』『LIBID』等。
1990年～1995年　福生を中心に活動する。『キングコングパラダイス』『ちきじゃJIBO団』に参加、コンサート企画。
1992年頃～「福生カニ坂ロックフェスティバル」の企画・運営に毎年参加。2005年まで続く。
1995年頃～キャプテントリップレコードやインディーズ・レーベルの、ジャケット、フライヤー、等を手がける。 『ギャーテーズ』『WAX』『時の黒猫』等に参加。他、マニ・ノイマイヤー、ローデリウスの企画やセッション。
1997年頃～八王子の野外フェス「みんなちがってみんないい」、武蔵野公園の「武蔵野はらっぱ祭り」の制作協力。
1998年、サックス演奏上スランプに陥り、都山流尺八、城戸皓山師に入門。
2004年『マダデス』に参加。
2005年頃～『石井明夫Band of Baksis』『やさぐれ』『ヤマジュントレイン』『山口晶グループ』『東京ホームランセンター』等に参加、現在に至る。